# Rex Ingram (director)
Rex Ingram (15 de enero de 1892 – 21 de julio de 1950) fue un director, productor, guionista y actor cinematográfico irlandés, considerado en su momento por el también director Erich von Stroheim como "el mejor director del mundo."

## Inicios
Su nombre completo era Reginald Ingram Montgomery Hitchcock, y nació en Dublín, Irlanda, formándose en el Saint Columba's College. Vivió gran parte de su adolescencia en la rectoría de Kinnitty, en la que su padre era rector de la Iglesia de Irlanda. Su hermano, Francis Clere Hitchcock, formó parte del Ejército Británico y luchó en la Primera Guerra Mundial, alcanzando el rango de coronel y siendo recompensado con la Cruz Militar del Reino Unido.

## Carrera
Emigrado a los Estados Unidos en 1911, Ingram estudió escultura en la Universidad de Yale, aunque pronto entró en el mundo del cine, trabajando primero como actor a partir de 1913, asumiendo más adelante funciones como director, guionista y productor. Su primera película como productor y director fue el drama romántico The Great Problem (1916). Ingram trabajó para compañías como Edison Studios, Fox Film Corporation, Vitagraph Studios, y MGM, dirigiendo principalmente filmes de acción o de temática sobrenatural. En 1920 empezó a dirigir para Metro, trabajando bajo supervisión de June Mathis. Mathis e Ingram rodaron juntos cuatro cintas: Hearts are Trump, Los cuatro jinetes del Apocalipsis, The Conquering Power, y Turn to the Right. Probablemente ambos mantuvieron una relación sentimental, pero la pareja empezó a distanciarse cuando Rodolfo Valentino, nuevo descubrimiento de Mathis, empezó a eclipsar la fama de Ingram. Su relación finalizó cuando Ingram se casó con la actriz Alice Terry en 1921.
Antes, en 1917, se había casado con la actriz Doris Pawn, de la que se divorció en 1920. Casado en 1921 con Alice Terry, también actriz, ambos permanecieron juntos hasta la muerte de él. El matrimonio fue a vivir a la Costa Azul en 1923, formando un pequeño estudio cinematográfico en Niza, rodando varios filmes en el Norte de África, España e Italia para MGM, entre otras productoras.
Entre los que trabajaron para Ingram y MGM en Europa en ese período figuraba el joven Michael Powell, que más adelante dirigiría (con Emeric Pressburger) Las zapatillas rojas y otros clásicos. Powell explicaba que Ingram había ejercido una gran influencia en su trayectoria, algo que también admitía David Lean. Dore Schary, de MGM, decía que los directores más creativos de Hollywood eran, por orden de importancia, D. W. Griffith, Ingram, Cecil B. DeMille, y Erich von Stroheim.
Poco impresionado por el cine sonoro, Rex Ingram solo rodó una cinta con sonido, Baroud, filmada para Gaumont British Picture Corporation en Marruecos. El filme no tuvo éxito comercial, y Ingram dejó el negocio del cine, volviendo a Los Ángeles, California, para trabajar como escultor y escritor. Interesado en el Islam desde 1927, se convirtió a dicha fe en 1933.

## Fallecimiento
Rex Ingram falleció a causa de una hemorragia cerebral en North Hollywood, Los Ángeles, California en1950, a los 58 años de edad. Fue enterrado en el Cementerio Forest Lawn Memorial Park de Glendale, California.
Por su contribución a la industria cinematográfica, a Ingram se le concedió una estrella en el Paseo de la Fama de Hollywood, en el 1651 de Hollywood Boulevard.

## Selección de su filmografía

### Director
| - The Symphony of Souls (1914) - The Great Problem (1916) - Broken Fetters (1916) - The Chalice of Sorrow (1916) - Black Orchids (1917) - The Reward of the Faithless (1917) - The Pulse of Life (1917) - The Flower of Doom (1917) - The Little Terror (1917) - His Robe of Honor (1918) - Humdrum Brown (1918) - The Day She Paid (1919) - Shore Acres (1920) - Under Crimson Skies (1920) - Hearts Are Trumps (1920) | - Los cuatro jinetes del Apocalipsis (1921) - The Conquering Power (1921) - Turn to the Right (1922) - The Prisoner of Zenda (1922) - Trifling Women (1922) - Where the Pavement Ends (1923) - Scaramouche (1923) - The Arab (1924) - Ben-Hur (1925) – sin créditos - Mare Nostrum (1926) - The Magician (1926) - The Garden of Allah (1927) - The Three Passions (1929) - Baroud (1932) - Baroud (1933) |

### Productor
| - The Great Problem, de Rex Ingram (1916) - Shore Acres, de Rex Ingram (1920) - The Conquering Power, de Rex Ingram (1921) - The Prisoner of Zenda, de Rex Ingram (1922) - Scaramouche, de Rex Ingram (1923) | - Mare Nostrum, de Rex Ingram (1926) - The Magician, de Rex Ingram (1926) - The Three Passions, de Rex Ingram (1929) - L'Évadée, de Henri Ménessier (1929) - Baroud, de Rex Ingram y Alice Terry (1933) |

### Guionista
| - The Arab, de Rex Ingram (1924) | - Baroud, de Rex Ingram (1932) |

### Actor
| - Beau Brummell, de James Young (1913) - The Artist's Great Madonna, de Van Dyke Brooke (1913) - The Witness to the Will, de George Lessey (1914) - The Necklace of Rameses, de Charles Brabin (1914) - The Price of the Necklace, de Charles Brabin (1914) - The Borrowed Finery (1914) - The Spirit and the Clay, de Harry Lambart (1914) - Her Great Scoop, de Maurice Costello y Robert Gaillard (1914) - The Southerners (1914) - Eve's Daughter, de Wilfrid North (1914) - The Crime of Cain, de Theodore Marston (1914) | - The Circus and the Boy, de Tefft Johnson (1914) - David Garrick, de James Young (1914) - The Upper Hand, de William Humphrey (1914) - Fine Feathers Make Fine Birds, de William Humphrey (1914) - His Wedded Wife, de William Humphrey (1914) - Goodbye Summer, de Van Dyke Brooke (1914) - The Moonshine Maid and the Man, de Charles L. Gaskill (1914) - The Evil Men Do, de Maurice Costello y Robert Gaillard (1915) - Snatched from a Burning Death, de Charles L. Gaskill (1915) - Camille, de Ralph Barton (1926) - Baroud, de Rex Ingram (1932) |

### Montador
- Greed, de Erich von Stroheim (1924)